# 4986 Osipovia
4986 Osipovia è un asteroide della fascia principale. Scoperto nel 1979, presenta un'orbita caratterizzata da un semiasse maggiore pari a 2,5664710 UA e da un'eccentricità di 0,2119716, inclinata di 5,61958° rispetto all'eclittica.